# 596
596 је била преступна година.

## Догађаји
- Цар Маврикије користи град Маркианополис (данашња Бугарска) као војну базу за операције на доњем Дунаву, против Словена на Балкану.
- Битка код Рејта: Инвазијска снага Англа искрцава се на обалу Фајфа у близини Рејта (Киркалди) и побеђује савез Шкота, Британаца и Пикта, под краљем Аедан мац Габраин од Дал Риата (Шкотска).
- Цар Венди шаље дипломатска писма краљевском двору Гогурјео (Кореја). Он захтева отказивање војног савеза са источно-турским канатом и препад на пограничне области Суи.
- Грегоријанова мисија: Августин Кентерберијски стиже са групом мисионара на острво Танет (Југоисточна Енглеска). Дочекује га краљ Етхелберхт од Кента, који прихвата крштење заједно са остатком свог двора по налогу своје хришћанске франачке супруге Берте. Етелберт додељује Августину и његових 40 монаха резиденцију у Кентерберију (Кент), где су основали бенедиктински манастир који ће град учинити центром хришћанства.

## Смрти
- Википедија:Непознат датум — Преподобни Симеон Столпник Дивногорац - хришћански светитељ.